# Begonia strigosa
Espèce
Synonymes
- Symbegonia strigosa Warb.[2]

Begonia strigosa est une espèce de plantes de la famille des Begoniaceae. Ce bégonia est originaire de Nouvelle Guinée. L'espèce fait partie de la section Symbegonia. Elle a été décrite en 1905 par Otto Warburg (1859-1938) sous le basionyme de Symbegonia strigosa, puis elle a été recombinée dans le genre Begonia en 2003 par Laura L. Forrest (2003) et Peter M. Hollingsworth (2003). L'épithète spécifique strigosa signifie « à poils raides ».

## Répartition géographique
Cette espèce est originaire du pays suivant : Nouvelle Guinée.